# Park Narodowy Santa Teresa
Park Narodowy Santa Teresa (hiszp. Parque Nacional Santa Teresa) – park narodowy znajdujący się w departamencie Rocha w Urugwaju. Położony jest pomiędzy Oceanem Atlantyckim na wschodzie, a dużym jeziorem Laguna Negra na zachodzie. Obszar ma powierzchnię 1,050 ha i obejmuje głównie lasy oraz plaże wybrzeża atlantyckiego. Najbliższą miejscowością jest Punta del Diablo. Zachodnia granica parku przylega do drogi nr 9.
Na terenie parku znajduje się ośrodek kultury, niewielkie muzeum, ptaszarnia, liczne ogrody oraz duża szklarnia. Łącznie z okazami w szklarni, na terenie parku występują 64 gatunki flory rodzimej oraz 122 odmiany roślin zagranicznych.

## Turystyka
Park posiada liczne szlaki turystyczne, pola namiotowe oraz miejsca do wypoczynku i grillowania. Linia brzegowa umożliwia surfing. Na wschodzie do parku przylega fort zbudowany w 1762 roku – Fortaleza de Santa Teresa.